# Bílkove Humence
Bílkove Humence este o comună slovacă, aflată în districtul Senica din regiunea Trnava. Localitatea se află la altitudinea de 242 m deasupra n.m., se întinde pe o suprafață de 4,1 km2 și în 2017 număra 201 locuitori.

## Demografie
| An:                | 1994 | 2004    | 2014   | 2024   |
| ------------------ | ---- | ------- | ------ | ------ |
| Număr de persoane: | 246  | 217     | 206    | 194    |
| Diferență:         |      | −11,78% | −5,06% | −5,82% |

| An:                | 2023 | 2024   |
| ------------------ | ---- | ------ |
| Număr de persoane: | 193  | 194    |
| Diferență:         |      | +0,51% |